# Jessicah Schipper
Jessicah Schipper (Brisbane, 19 novembre 1986) è un'ex nuotatrice australiana.
Specializzata nella farfalla ha partecipato alle Olimpiadi di Atene 2004 e Pechino 2008.

## Palmarès
- Olimpiadi

Atene 2004: oro nella 4x100m misti.
Pechino 2008: oro nella 4x100m misti, bronzo nei 100m farfalla e nei 200m farfalla.
- Mondiali

Barcellona 2003: bronzo nella 4x100m misti.
Montreal 2005: oro nei 100m farfalla e nella 4x100m misti, argento nei 200m farfalla.
Melbourne 2007: oro nei 200m farfalla e nella 4x100m misti e argento nei 100m farfalla.
Roma 2009: oro nei 200m farfalla, argento nei 100m farfalla e nella 4x100m misti.
- Mondiali in vasca corta

Indianapolis 2004: oro nella 4x100m misti.
Shanghai 2006: oro nei 200m farfalla, nella 4x200m sl e nella 4x100m misti e bronzo nei 100m farfalla.
- Giochi PanPacifici

Victoria 2006: oro nei 100m farfalla e nei 200m farfalla e bronzo nella 4x100m misti.
Irvine 2010: oro nei 200m farfalla.
- Giochi del Commonwealth

Melbourne 2006: oro nei 100m farfalla, nei 200m farfalla e nella 4x100m misti e argento nel 50m farfalla.
Delhi 2010: oro nei 200m farfalla e nella 4x100m misti.

## Riconoscimenti
- Pacific Rim Swimmer of the Year: 2009